# Natação no Campeonato Mundial de Esportes Aquáticos de 2015 - 100 m costas feminino

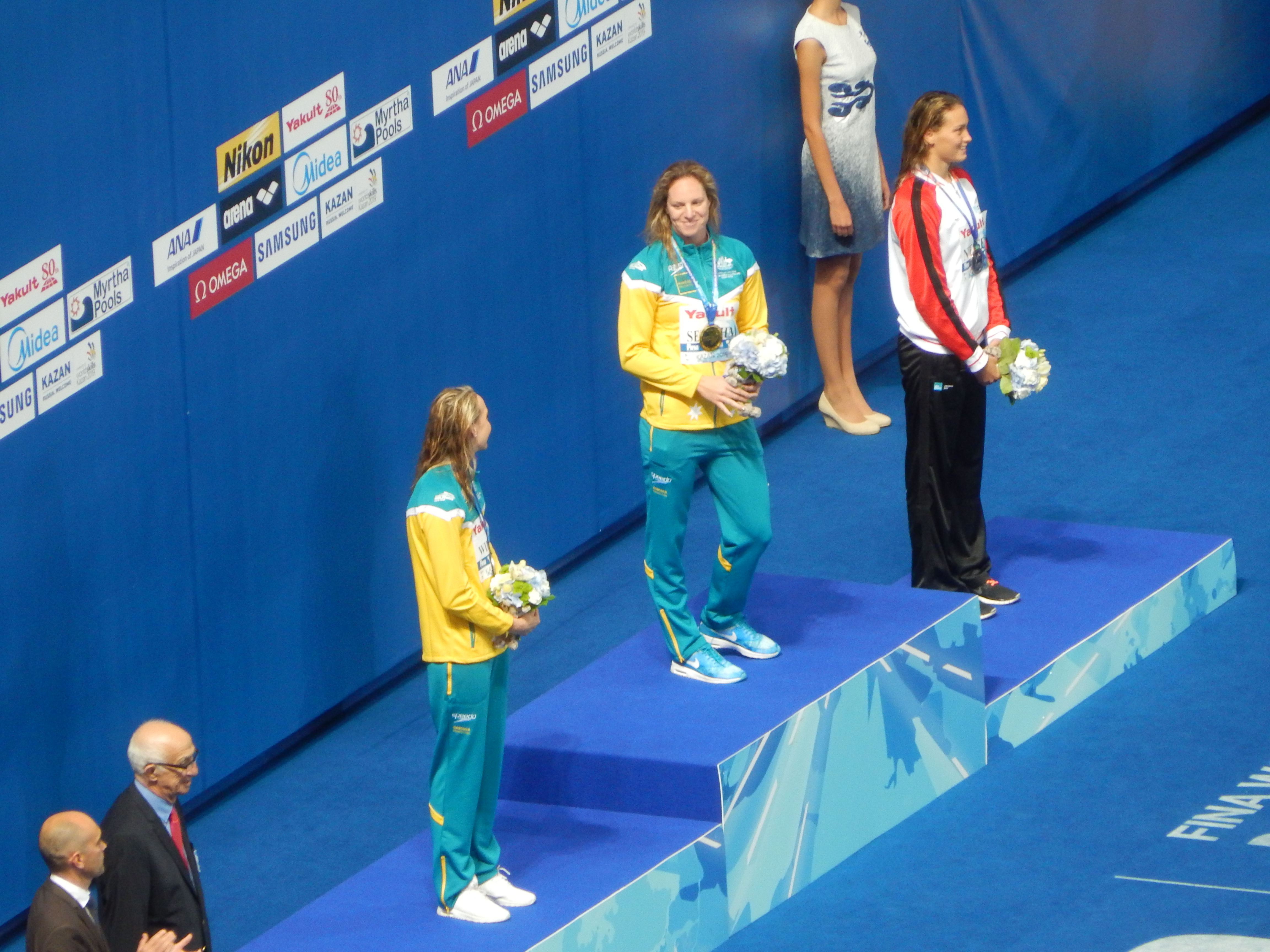
Cerimônia dos 100 metros costas feminino no Campeonato Mundial de Esportes Aquáticos de 2015

A prova dos 100 metros costas feminino da natação no Campeonato Mundial de Esportes Aquáticos de 2015 ocorreu nos dias 3 de agosto e 4 de agosto em Cazã na Rússia.

## Recordes
Antes desta competição, os recordes mundiais e do campeonato nesta prova eram os seguintes:
| Tipo                  | Atleta          | Tempo | Local | Data                |
| --------------------- | --------------- | ----- | ----- | ------------------- |
|                       | Gemma Spofforth | 58.12 | Roma  | 28 de julho de 2009 |
| Recorde do campeonato | Gemma Spofforth | 58.12 | Roma  | 28 de julho de 2009 |

## Medalhistas
| Ouro                | Prata                | Bronze            |
| Emily Seebohm (AUS) | Madison Wilson (AUS) | Mie Nielsen (DEN) |

## Resultados

### Eliminatórias
Esses foram os resultados das eliminatórias.
| Pos. | Bateria | Raia | Nadadora                | Nacionalidade  | Tempo   | Notas            |
| ---- | ------- | ---- | ----------------------- | -------------- | ------- | ---------------- |
| 1    | 5       | 5    | Katinka Hosszú          | Hungria        | 58.78   | Q, WD,           |
| 2    | 7       | 4    | Emily Seebohm           | Austrália      | 59.04   | Q                |
| 3    | 6       | 4    | Madison Wilson          | Austrália      | 59.17   | Q                |
| 4    | 5       | 4    | Mie Nielsen             | Dinamarca      | 59.40   | Q                |
| 5    | 7       | 5    | Missy Franklin          | Estados Unidos | 59.59   | Q                |
| 6    | 5       | 1    | Anastasia Fesikova      | Rússia         | 59.84   | Q                |
| 7    | 5       | 6    | Lauren Quigley          | Reino Unido    | 1:00.14 | Q                |
| 7    | 6       | 8    | Kirsty Coventry         | Zimbabwe       | 1:00.14 | Q                |
| 9    | 5       | 0    | Eygló Ósk Gústafsdóttir | Islândia       | 1:00.25 | Q,               |
| 10   | 7       | 3    | Etiene Medeiros         | Brasil         | 1:00.33 | Q                |
| 11   | 6       | 6    | Elizabeth Simmonds      | Reino Unido    | 1:00.38 | Q                |
| 12   | 4       | 3    | Michelle Coleman        | Suécia         | 1:00.55 | Q, WD            |
| 12   | 6       | 5    | Fu Yuanhui              | China          | 1:00.55 | Q                |
| 14   | 6       | 3    | Chen Jie                | China          | 1:00.58 | Q                |
| 15   | 4       | 8    | Alicja Tchórz           | Polónia        | 1:00.61 | Q,               |
| 15   | 7       | 2    | Dominique Bouchard      | Canadá         | 1:00.61 | Q                |
| 17   | 7       | 6    | Kathleen Baker          | Estados Unidos | 1:00.62 | Q                |
| 18   | 5       | 7    | Hilary Caldwell         | Canadá         | 1:00.69 | Q                |
| 19   | 4       | 6    | Lisa Graf               | Alemanha       | 1:00.71 |                  |
| 20   | 7       | 7    | Simona Baumrtová        | Chéquia        | 1:00.91 |                  |
| 21   | 6       | 7    | Jenny Mensing           | Alemanha       | 1:00.97 |                  |
| 22   | 5       | 3    | Daria Ustinova          | Rússia         | 1:01.00 |                  |
| 23   | 5       | 8    | Mimosa Jallow           | Finlândia      | 1:01.10 | Recorde nacional |
| 23   | 6       | 2    | Elena Gemo              | Itália         | 1:01.10 |                  |
| 25   | 3       | 5    | Theodora Drakou         | Grécia         | 1:01.15 | Recorde nacional |
| 26   | 4       | 1    | Bobbie Gichard          | Nova Zelândia  | 1:01.26 |                  |
| 27   | 3       | 4    | Stephanie Au            | Hong Kong      | 1:01.41 |                  |
| 28   | 7       | 9    | Katarína Listopadová    | Eslováquia     | 1:01.61 |                  |
| 29   | 7       | 8    | Yekaterina Rudenko      | Cazaquistão    | 1:01.62 |                  |
| 29   | 7       | 0    | Sayaka Akase            | Japão          | 1:01.62 |                  |

| Ver o restante da classificação | Ver o restante da classificação | Ver o restante da classificação | Ver o restante da classificação | Ver o restante da classificação | Ver o restante da classificação | Ver o restante da classificação |
| Pos.                            | Bateria                         | Raia                            | Nadadora                        | Nacionalidade                   | Tempo                           | Notas                           |
| ------------------------------- | ------------------------------- | ------------------------------- | ------------------------------- | ------------------------------- | ------------------------------- | ------------------------------- |
| 31                              | 6                               | 1                               | Duane Da Rocha                  | Espanha                         | 1:01.63                         |                                 |
| 32                              | 5                               | 2                               | Daryna Zevina                   | Ucrânia                         | 1:01.68                         |                                 |
| 33                              | 4                               | 5                               | Mathilde Cini                   | França                          | 1:01.77                         |                                 |
| 34                              | 7                               | 1                               | Beryl Gastaldello               | França                          | 1:01.91                         |                                 |
| 35                              | 6                               | 9                               | Gisela Morales                  | Guatemala                       | 1:02.09                         |                                 |
| 36                              | 4                               | 9                               | Park Han-byeol                  | Coreia do Sul                   | 1:02.12                         |                                 |
| 37                              | 6                               | 0                               | Margherita Panziera             | Itália                          | 1:02.17                         |                                 |
| 38                              | 4                               | 4                               | Andrea Berrino                  | Argentina                       | 1:02.37                         |                                 |
| 39                              | 3                               | 7                               | Yulduz Kuchkarova               | Uzbequistão                     | 1:02.80                         |                                 |
| 40                              | 3                               | 6                               | Ekaterina Avramova              | Turquia                         | 1:02.81                         |                                 |
| 41                              | 3                               | 2                               | Jördis Steinegger               | Áustria                         | 1:02.99                         |                                 |
| 42                              | 4                               | 0                               | Carolina Colorado Henao         | Colômbia                        | 1:03.26                         |                                 |
| 43                              | 5                               | 9                               | Maaike de Waard                 | Países Baixos                   | 1:03.81                         |                                 |
| 44                              | 3                               | 3                               | Matea Samardžić                 | Croácia                         | 1:04.07                         |                                 |
| 45                              | 3                               | 8                               | Zanre Oberholzer                | Namíbia                         | 1:04.09                         |                                 |
| 46                              | 2                               | 4                               | Karen Vilorio                   | Honduras                        | 1:04.54                         |                                 |
| 47                              | 2                               | 5                               | Inés Remersaro                  | Uruguai                         | 1:04.73                         |                                 |
| 48                              | 3                               | 9                               | Jessika Cossa                   | Moçambique                      | 1:04.96                         |                                 |
| 49                              | 2                               | 3                               | Kimiko Raheem                   | Sri Lanka                       | 1:05.61                         |                                 |
| 50                              | 4                               | 7                               | Lourdes Villasenor              | México                          | 1:05.76                         |                                 |
| 51                              | 3                               | 0                               | Roxanne Yu                      | Filipinas                       | 1:06.10                         |                                 |
| 52                              | 2                               | 6                               | Heather Arseth                  | Ilhas Maurícias                 | 1:06.25                         |                                 |
| 53                              | 3                               | 1                               | Anak Ratih                      | Indonésia                       | 1:06.34                         |                                 |
| 54                              | 2                               | 1                               | Lara Butler                     | Ilhas Caimã                     | 1:06.71                         |                                 |
| 55                              | 4                               | 2                               | Andrea García                   | México                          | 1:06.77                         |                                 |
| 56                              | 2                               | 7                               | Talisa Lanoe                    | Quênia                          | 1:07.05                         |                                 |
| 57                              | 2                               | 2                               | Caylee Watson                   | Ilhas Virgens Americanas        | 1:07.34                         |                                 |
| 58                              | 1                               | 4                               | Gaurika Singh                   | Nepal                           | 1:08.12                         |                                 |
| 59                              | 2                               | 8                               | Evelina Afoa                    | Samoa                           | 1:08.43                         |                                 |
| 60                              | 2                               | 0                               | Noura Mana                      | Marrocos                        | 1:10.79                         |                                 |
| 61                              | 2                               | 9                               | Ani Poghosyan                   | Armênia                         | 1:10.82                         |                                 |
| 62                              | 1                               | 5                               | Enkhkhuslen Batbayar            | Mongólia                        | 1:13.52                         |                                 |
| 63                              | 1                               | 3                               | Flaka Pruthi                    | Kosovo                          | 1:14.29                         |                                 |
| 64                              | 1                               | 6                               | Awa Ly N'Diaye                  | Senegal                         | 1:16.27                         |                                 |
| 65                              | 1                               | 2                               | Roylin Akiwo                    | Palau                           | 1:20.72                         |                                 |
| 66                              | 1                               | 7                               | Nada Al-Bedwawi                 | Emirados Árabes Unidos          | 1:35.83                         |                                 |

### Semifinal
Esses foram os resultados das semifinais.
Semifinal 1
| Pos. | Raia | Nadadora                | Nacionalidade  | Tempo   | Notas |
| ---- | ---- | ----------------------- | -------------- | ------- | ----- |
| 1    | 4    | Madison Wilson          | Austrália      | 59.05   | Q     |
| 2    | 5    | Missy Franklin          | Estados Unidos | 59.42   | Q     |
| 3    | 3    | Lauren Quigley          | Reino Unido    | 59.71   | Q     |
| 4    | 1    | Dominique Bouchard      | Canadá         | 1:00.31 |       |
| 5    | 8    | Hilary Caldwell         | Canadá         | 1:00.39 |       |
| 6    | 2    | Elizabeth Simmonds      | Reino Unido    | 1:00.40 |       |
| 7    | 7    | Chen Jie                | China          | 1:00.42 |       |
| 8    | 6    | Eygló Ósk Gústafsdóttir | Islândia       | 1:00.69 |       |

Semifinal 2
| Pos. | Raia | Nadadora           | Nacionalidade  | Tempo   | Notas |
| ---- | ---- | ------------------ | -------------- | ------- | ----- |
| 1    | 4    | Emily Seebohm      | Austrália      | 58.56   | Q     |
| 2    | 5    | Mie Nielsen        | Dinamarca      | 58.84   | Q,    |
| 3    | 7    | Fu Yuanhui         | China          | 59.33   | Q     |
| 4    | 3    | Anastasia Fesikova | Rússia         | 59.55   | Q     |
| 5    | 8    | Kathleen Baker     | Estados Unidos | 59.63   | Q     |
| 6    | 2    | Etiene Medeiros    | Brasil         | 59.97   |       |
| 7    | 6    | Kirsty Coventry    | Zimbabwe       | 1:00.09 |       |
| 8    | 1    | Alicja Tchórz      | Polónia        | 1:01.09 |       |

### Final
Esse foi o resultado da final.
| Pos.              | Raia | Nadadora           | Nacionalidade  | Tempo | Notas |
| ----------------- | ---- | ------------------ | -------------- | ----- | ----- |
| Medalha de ouro   | 4    | Emily Seebohm      | Austrália      | 58.26 |       |
| Medalha de prata  | 3    | Madison Wilson     | Austrália      | 58.75 |       |
| Medalha de bronze | 5    | Mie Nielsen        | Dinamarca      | 58.86 |       |
| 4                 | 6    | Fu Yuanhui         | China          | 59.02 |       |
| 5                 | 2    | Missy Franklin     | Estados Unidos | 59.40 |       |
| 6                 | 7    | Anastasia Fesikova | Rússia         | 59.66 |       |
| 7                 | 8    | Lauren Quigley     | Reino Unido    | 59.78 |       |
| 8                 | 1    | Kathleen Baker     | Estados Unidos | 59.99 |       |

Legenda
| Recorde mundial       | Recorde mundial (World record)               |                       | Recorde africano                      | Recorde africano (African) |                                           | Q | Classificado por posição (Qualified) |
| Recorde do campeonato | Recorde do campeonato (Championship record)  | Recorde da América    | Recorde da América (Americas)         | q                          | Classificado por melhor tempo (Qualified) |   |                                      |
| Melhor marca do ano   | Melhor marca do ano (World leading)          | Recorde asiático      | Recorde asiático (Asian)              | DNS                        | Não largou (Did not start)                |   |                                      |
| Recorde nacional      | Recorde nacional (National record)           | Recorde europeu       | Recorde europeu (European)            | DNF                        | Não terminou (Did not finish)             |   |                                      |
| Recorde pessoal       | Recorde pessoal do atleta (Personal best)    | Recorde da Oceania    | Recorde da Oceania (Oceania)          | DSQ / DQ                   | Desclassificado (Disqualified)            |   |                                      |
| Recorde da temporada  | Recorde da temporada do atleta (Season best) | Recorde sul-americano | Recorde sul-americano (South America) | NM                         | Sem marca (No mark)                       |   |                                      |